# Sandella's Flatbread Café
O Sandella's Flatbread Café é uma rede internacional de restaurantes fast casual fundada em 1994 por Michael J. Stimola. A rede é conhecida por seus vários pratos de pão achatado exclusivos. Sua sede fica em Redding, Connecticut.
Em outubro de 2015, a empresa tinha mais de 130 restaurantes nos Estados Unidos, na Índia, em Malta, na Arábia Saudita, nos Emirados Árabes Unidos e na Austrália. Alguns dos locais da empresa são operações de franquia. A oferta do Sandella's Flatbread Café inclui sanduíches de pão achatado, wraps, sanduíches panini, tigelas de arroz, pizza de pão achatado, quesadilla e saladas.